# PAQR家族
膜孕酮和脂联素受体（英語：progestin and adipoQ receptor，缩写PAQR）是一个跨膜蛋白家族。这类受体和G蛋白偶联受体同为七次α螺旋跨膜的蛋白，但与之相反的是，PAQR的N-末端在胞内，而C-末端在胞外。，在人类基因组中有11个PAQR家族成员（PAQR1–PAQR11），包括脂联素受体1和2（adipoQ receptor）、膜孕酮受体（mPR）等。

## 脂联素受体
- PAQR1（AdipoR1）
- PAQR2（AdipoR2）

## 膜孕酮受体
- PAQR5（mPRγ）
- PAQR6（mPRδ）
- PAQR7（mPRα）
- PAQR8（mPRβ）
- PAQR9（mPRϵ）

## 其它
- PAQR3
- PAQR4
- PAQR10
- PAQR11